# Émile Pierre de La Montagne
Émile Pierre de La Montagne (Anvers, 22 octobre 1873 - Ixelles, 19 juin 1956) était un peintre belge.

## Biographie
Émile-Pierre de La Montagne était connu pour ses scènes de genre, ses fleurs et ses peintures murales. Il a fait ses études à l'académie d'Anvers, puis s'est spécialisé dans l'art monumental à l'académie de Bruxelles, puis a suivi le portrait à Paris. Pendant la Première Guerre mondiale, il séjourne en Angleterre et reçoit de nombreuses commandes de portraits. En tant que décorateur, il a peint les peintures murales de l'hôtel de ville d'Anvers.
Sur la base de la correspondance d'un ami de de La Montagne, il est affirmé qu'en son temps anglais, Winston Churchill avait été apprenti auprès de lui.